# Crkva sv. Nikole u Dubrovniku
Crkva sv. Nikole u Dubrovniku smještena je u sjeveroistočnom dijelu povijesne jezgre na sjecištu ulica Prijeko i Zlatarske. Longitudinalna dvobrodna građevina, pravilne orijentacije, s pojasnicama definiran četverodijelni prostor koji je presvođen bačvastim i križnobačvastim svodom. Najstariji dio crkve, južni brod, sagrađen je u razdoblju predromanike i u njemu se očuvao svod s lezenama i kupolom na tamburu te dio južnog pročelja. Dograđivana je u razdoblju gotike, kada se produžuje, uklanja apsida i prigrađuje sjeverni brod, 1607.g. se produžuje prema zapadu i dobiva današnje pročelje, te 1834. godine kada joj je prigrađena sakristija. Sačuvana je kripta, pleterna kamena ornamentika i dijelovi zidnog slikarstva iz 14. st.

## Zaštita
Pod oznakom Z-5980 zavedena je kao nepokretno kulturno dobro - pojedinačno, pravna statusa zaštićena kulturnog dobra, klasificiranog kao sakralna graditeljska baština.